# 秋田平野

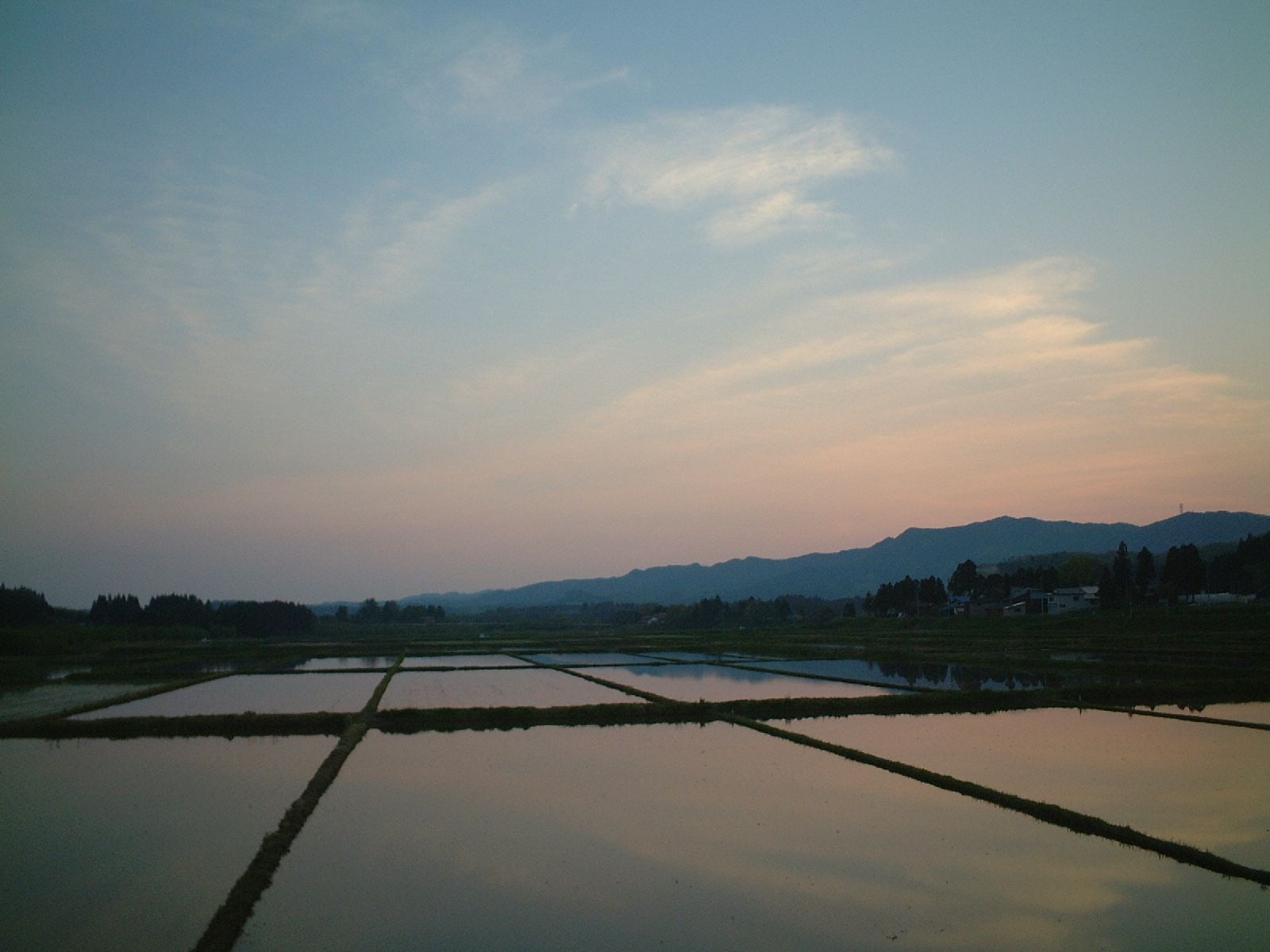
秋田平野の水田風景

秋田平野（あきたへいや）は、秋田県中央部に広がる平野である。

## 概要
日本海に面し、雄物川の下流域を中心に広がる。平野の北部には八郎潟が広がり、その西側には男鹿半島が位置している。古代から農業が盛んで、おもに稲作が中心である。
鉄道はJR羽越本線、奥羽本線など、道路は国道7号、国道13号、秋田自動車道などがそれぞれ分岐して通じており交通の要所となっている。
主に秋田市と旧河辺郡の全域（2005年1月に秋田市に編入合併）、南秋田郡の南部を占める。